# کیسه برنج
کیسهٔ بِرِنج فیلمی ایرانی محصولِ ۱۳۷۷ به کارگردانیِ محمدعلی طالبی است. فیلمنامه این فیلمْ نوشتهٔ محمدعلی طالبی و هوشنگ مرادی کرمانی است.

## خلاصه داستان
معصومه خانم زنی است که همراه تنها پسرش زندگی می‌کند و مستمری بگیر است و کیسه برنج را برای اِدای نذرش می‌خواهد؛ بنابراین، با جیرانْ کودک پنج ساله برایِ خرید همراه می‌شود. در راه برگشت به خانه، کیسهٔ برنج در اتوبوس پاره می‌شود و برنج‌ها به زمین می‌ریزد، اما با کمک مسافرانِ خانم تمامِ برنج‌ها جمع‌آوری می‌شود، ولی پیرزن تک‌وتنها نمی‌تواند کیسهٔ برنجِ سنگین را جابه‌جا کند. در طول مسیر، آدمایِ مختلف به کمکِ پیرزن و کودک می‌آیند. در این بِین، کودک از پیرزن می‌خواهد که او را به پارک بِبَرد و بالاخره معلمی که موتور دارد، به کمک‌شان می‌آید و کودک و پیرزن را به پارک و سپس خانه می‌برد. معصومه خانم نیز نذرِ شُله زردِ خود را اِدا می‌کند.